# 再受験
再受験（さいじゅけん）とは、主に、再び大学受験をすること。または、そういった状態にある受験生（再受験生と呼ぶ)のことを意味する。中学受験、または高校受験を再び行うことを意味する場合もある。
再受験を行う理由は様々であるが、主に他学部・学科への進路変更や、在籍している学校への不満による生徒側の都合による進路変更、また、生徒が保護者と同居している場合には、保護者の人事異動などで同居家族ごと転居することにより、転学を余儀なくされる場合の編入試験といったものがある。なお、学校が統合および廃校・閉校（長期および無期限の休校になった場合を含む）によって転学せざるを得ない場合でも「編入試験」と言う形で再受験が実施される場合もある（ただしこの場合は統合元および閉校・廃校予定の学校に在籍している生徒に不利とならないように学校側が配慮したり、あるいは編入試験自体を免除する場合もある）。
広義には、仮面浪人のことも含める。
再受験や多浪だと入学試験において不利になる高校や大学も存在する。特に大学の医学部はその傾向が顕著であり、合格最低点を上回る点数を獲得したにもかかわらず不合格にされたとして大学側と受験性との間に訴訟になったこともあり、大学ごとに「差別」の有無を論じた本が出版されていたこともあった。
学制改革前は、尋常小学校卒業後に受験に失敗したため旧制中等教育学校に進学できなかった者が、再受験のために高等小学校に進学するケースも多くみられた。

## 再受験の難しさ
一般的に再受験での合格は難しいとされている。多く見られる理由は以下の通りである。
1. モチベーション維持が難しい
アルバイトや会社員、主婦が再受験を目指す場合は特に、モチベーションの維持が大変である。受験を志す人が身近に存在しないことや、塾や予備校に通いにくいことが理由として挙げられる。また働きながら受験を目指す場合は、業務が大変な時期や辛い事態に遭遇した際にモチベーションが低下する。
2. 勉強の習慣化が難しい
再受験生は不測の業務や誘いが入ることが多く、勉強の習慣化が困難とされている。また働きながら受験を目指す場合は、業務の繁忙期に勉強を継続することが難しいと言われている。
3. 指導者が不在
再受験生で塾や予備校に通うケースは珍しいとされており、その場合に学習計画の策定や学習進捗度の確認、受験情報の獲得といった面で不利になる。